# عبد الله مايغا
عبد الله مايغا (بالفرنسية: Abdoulaye Maïga)‏ هو لاعب كرة قدم مالي في مركز الدفاع، ولد في 1 أغسطس 1987 في باماكو في مالي. شارك مع منتخب مالي لكرة القدم. أما مع النوادي، فقد لعب مع اتحاد الجزائر والملعب المالي ونادي جازيليك أجاكسيو ونادي سريويجايا.

## وصلات خارجية
- عبد الله مايغا على موقع قاعدة بيانات كرة القدم.إي يو (الإنجليزية)
- عبد الله مايغا على موقع ناشيونال فوتبول تيمز (الإنجليزية)
- عبد الله مايغا على موقع Soccerway.com (الإنجليزية)